# Versorgungsausgleichskasse der Kommunalverbände in Schleswig-Holstein
Die Versorgungsausgleichskasse der Kommunalverbände in Schleswig-Holstein (VAK) ist eine Körperschaft des öffentlichen Rechts mit Dienstherrenfähigkeit im Sinne der beamtenrechtlichen Vorschriften. Der Hauptsitz der VAK befindet sich in Kiel, zudem gibt es noch die Regionalzentren mit Sitzen in Rendsburg und Itzehoe.

## Geschichte
Die Versorgungsausgleichskasse der Kommunalverbände, kurz VAK, hat sich aufgrund des Gesetzes vom 30. Mai 1949 als Gesamtrechtsnachfolger der Ruhegehaltkasse der Provinz Schleswig-Holstein und der Witwen- und Waisenkasse der Provinz Schleswig-Holstein gegründet.
Nachfolgende Auflistung zeigt die Entstehung der VAK bis zum heutigen Stand:
- 1992 Geschäftsbesorgung für den kommunalen Versorgungsverband Mecklenburg-Vorpommern
- 1994 Gründung der Beihilfekasse
- 2005 Gründung der Bezügekasse
- 2010 Gründung des Regionalzentrums Itzehoe
- 2011 Gründung des Regionalzentrums Rendsburg
- 2015 Gründung der Zentralen Stelle

## Aufgaben
Die VAK ist als Dienstleister für Kommunen in folgenden Bereichen tätig:
- Beamtenversorgung (Gewährung und die Auszahlung von Versorgungsbezügen)
- Beratung in beamtenrechtlichen Fragestellungen
- Beihilfekasse (Gewährung und die Auszahlung von Beihilfen bzw. Heilfürsorgeleistungen)
- Bezügekasse (Gewährung und die Auszahlung von Bezügen)
- Landesfamilienkasse (Gewährung und die Auszahlung von Familienkassenleistungen)
- Personalservice (Berechnung von Reisekosten, Übernahme von Stellenbewertungen und Führung von Personalauswahlverfahren)

## Organe
Organe der VAK sind der Vorstand sowie der Vorsitzende des Vorstandes (§ 4 des oben genannten Gesetzes). Nach der Satzung der VAK (vgl. § 9 Abs. 1) leitet der hauptamtliche Geschäftsführer der VAK die Verwaltung der VAK. Geschäftsführer der VAK ist Nils Lindemann.

## Mitglieder
Die Mitglieder der VAK unterscheiden sich in Pflichtmitglieder und freiwillige Mitglieder. Zu den Pflichtmitgliedern gehören alle Gemeinden, Gemeindeverbände, Ämter und kommunale Zweckverbände, soweit sie Bedienstete mit Anspruch auf Versorgung nach beamtenrechtlichen Grundsätzen beschäftigen (vgl. § 3 Abs. 1 des oben angegebenen Gesetzes).
Als freiwillige Mitglieder betreut die VAK in ihren unterschiedlichen Fachbereichen fast alle Kommunen, Städte und Kreise in Schleswig-Holstein.